# Noah Beery jr.
Noah Beery jr., geboren als Noah Lindsey Beery (New York, 10 augustus 1913 – Tehachapi, 1 november 1994) was een Amerikaanse acteur.

## Levensloop en carrière

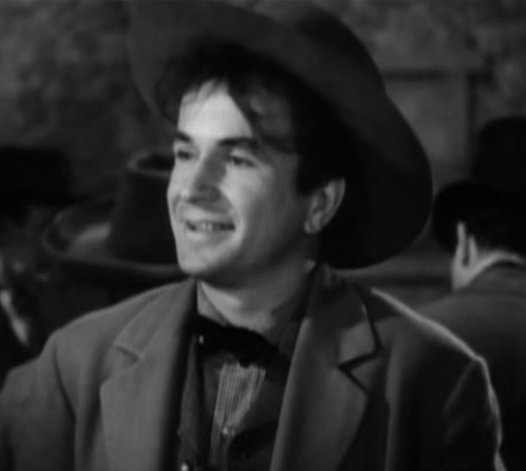
Noah Beery jr. in 1940

Beery werd geboren als zoon voor acteur Noah Beery. Zijn oom was acteur Wallace Beery. Op zijn zevende verscheen hij samen met zijn vader in The Mark of Zorro. Hij verscheen in 1934 in The Trail Beyond met John Wayne en in 1940 in 20 Mule Team met Wallace Beery. In 1948 speelde hij opnieuw naast Wayne in Red River.
Tussen 1974 en 1980 speelde Beery samen met James Garner de hoofdrol in de serie The Rockford Files.
Beery overleed in 1994 en ligt net als zijn vader begraven op het Forest Lawn Memorial Park (Hollywood Hills).
- Biblioteca Nacional de España: XX1621679
- Bibliothèque nationale de France: cb14006146r (data)
- Gemeinsame Normdatei: 106168153X
- International Standard Name Identifier: 0000 0000 3655 5164
- Library of Congress Control Number: n95014509
- Istituto Centrale per il Catalogo Unico: RT1V025316
- SNAC: w64q85vm
- Virtual International Authority File: 64202766
- WorldCat: E39PBJfmjpYXykf76VbtqVJbh3